# Trioxys tenuicaudus
Trioxys tenuicaudus är en stekelart som beskrevs av Jaroslav Stary 1978. Trioxys tenuicaudus ingår i släktet Trioxys och familjen bracksteklar. Inga underarter finns listade i Catalogue of Life.